# Ucrânia no Festival Eurovisão da Canção
A Ucrânia participou no Festival Eurovisão da Canção 20 vezes. Estreou-se em 2003 classificando-se em 14º lugar. Ucrânia ganhou o festival no seu segundo ano de participação com "Wild Dances" cantada por Ruslana, em 2016 com "1944" cantada por Jamala e em 2022 com "Stefania" pelos Kalush Orchestra. A Ucrânia nunca foi eliminada nas semifinais, sendo o único país com esse feito.
A participação e o sucesso da Ucrânia no certame têm sido reconhecidos como um factor para o crescimento do soft power e da imagem internacional do país.

## Galeria

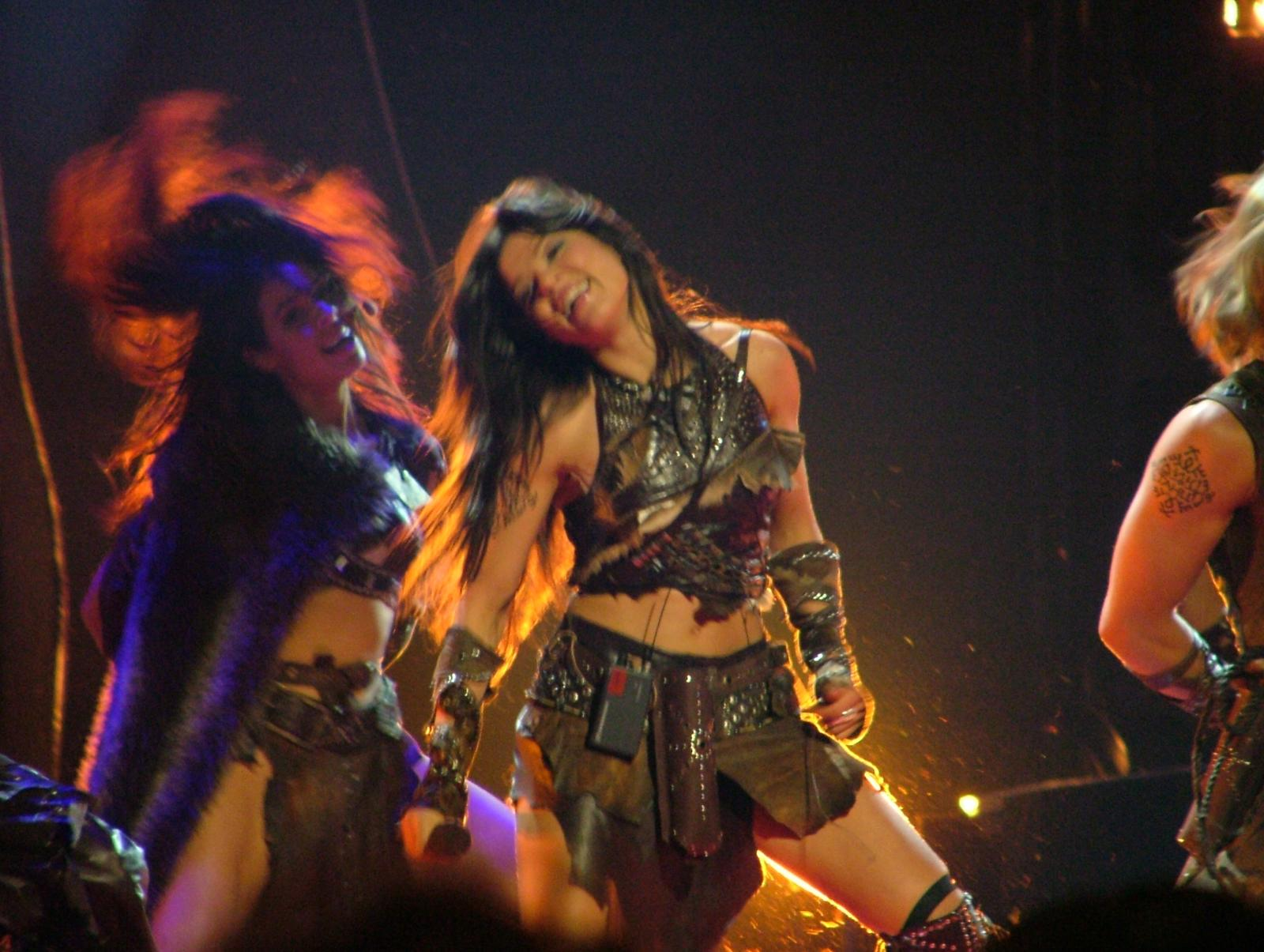
Ruslana, a primeira vencedora ucraniana em Istambul (2005).
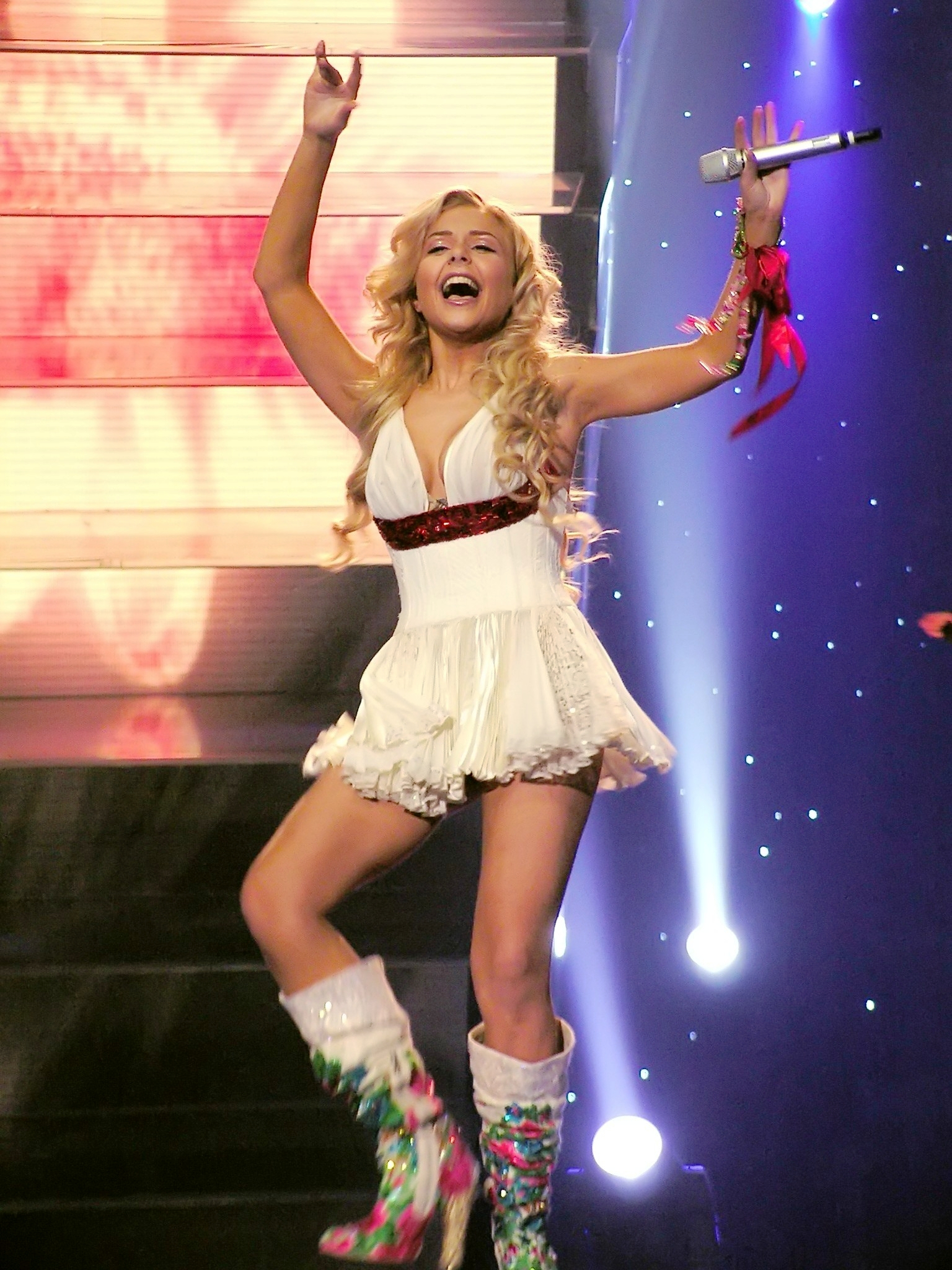
Tina Karol em Atenas (2006)
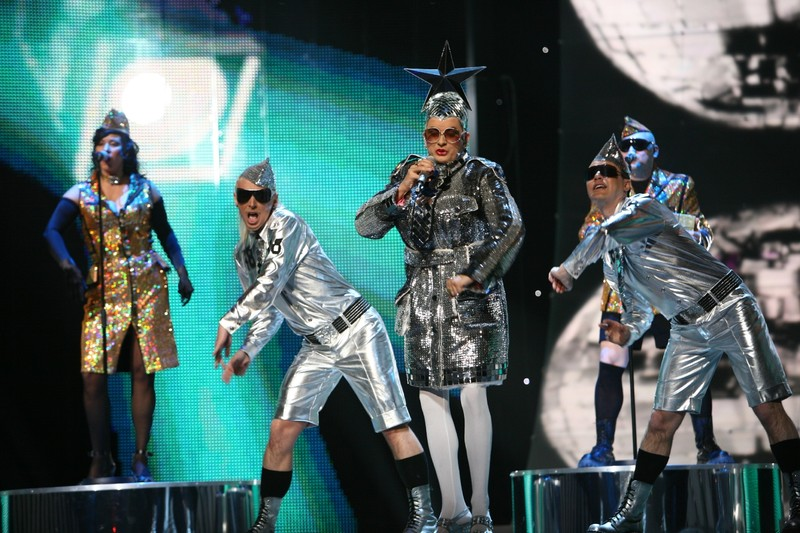
Verka Serduchka em Helsínquia (2007)
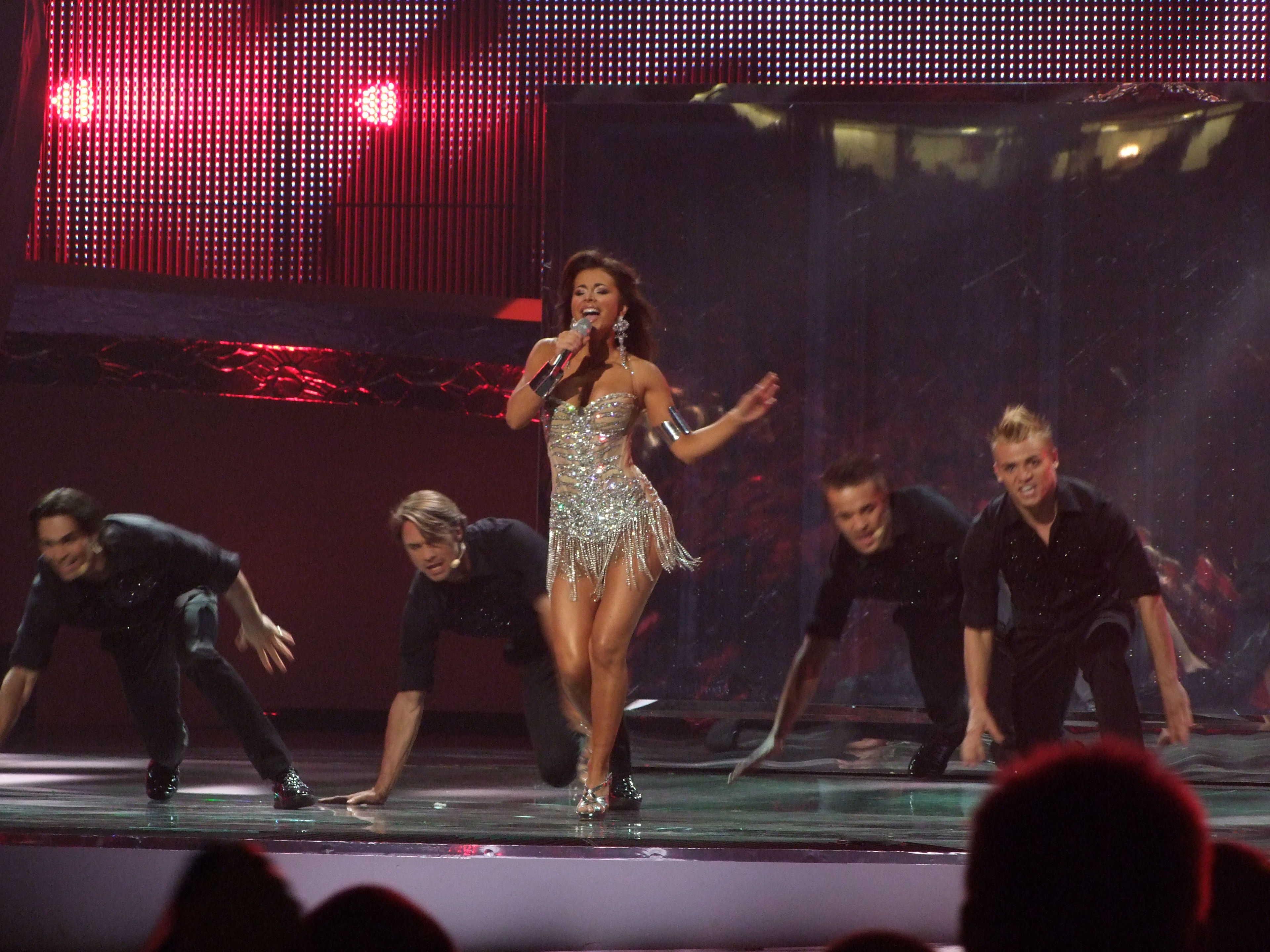
Ani Lorak em Belgrado (2008)
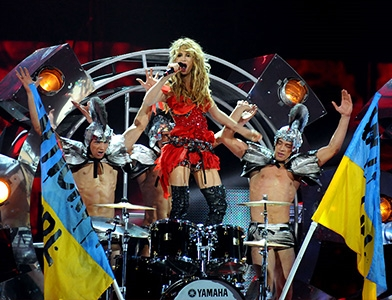
Svetlana Loboda em Moscovo (2009)
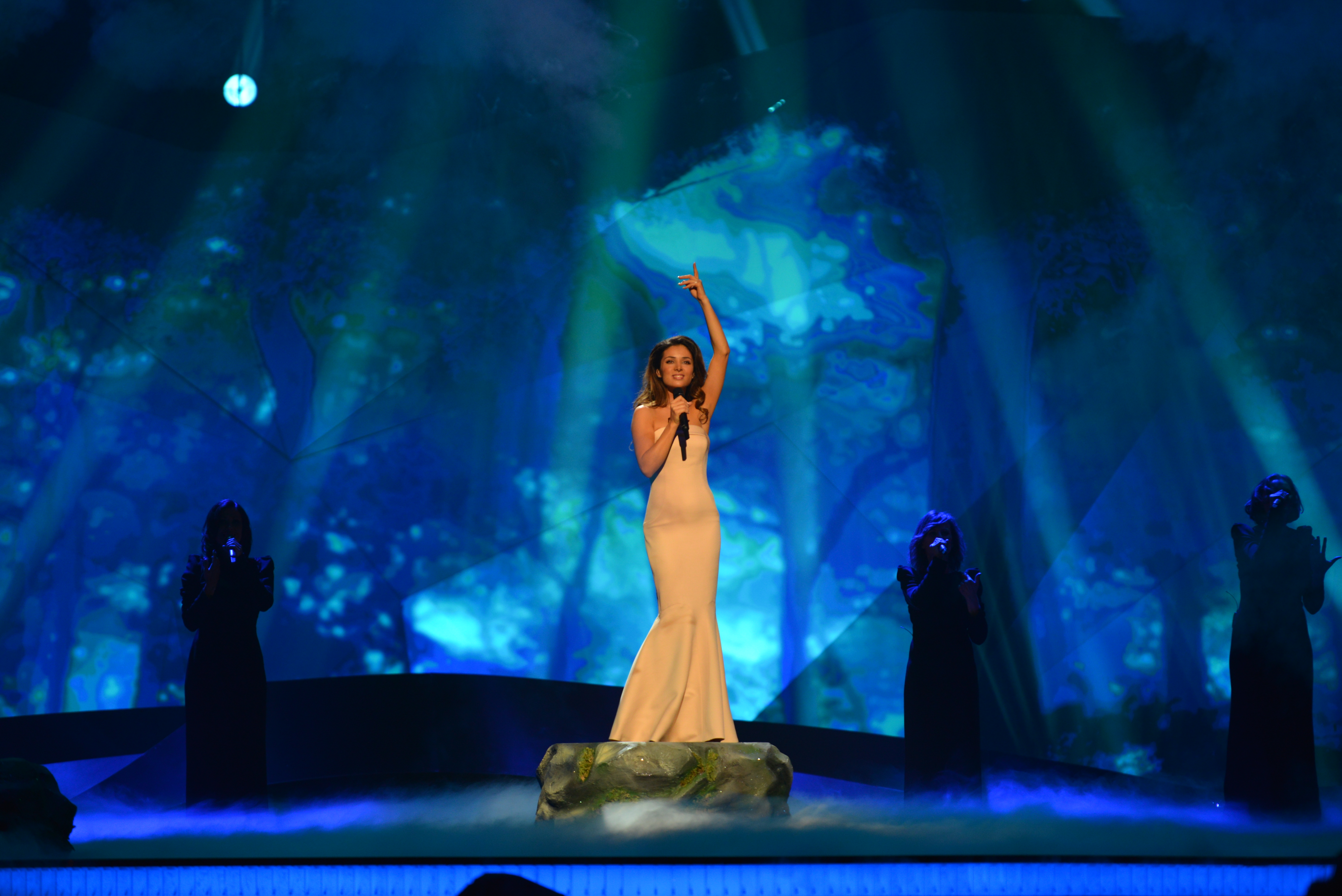
Zlata Ognevich em Malmö (2013)
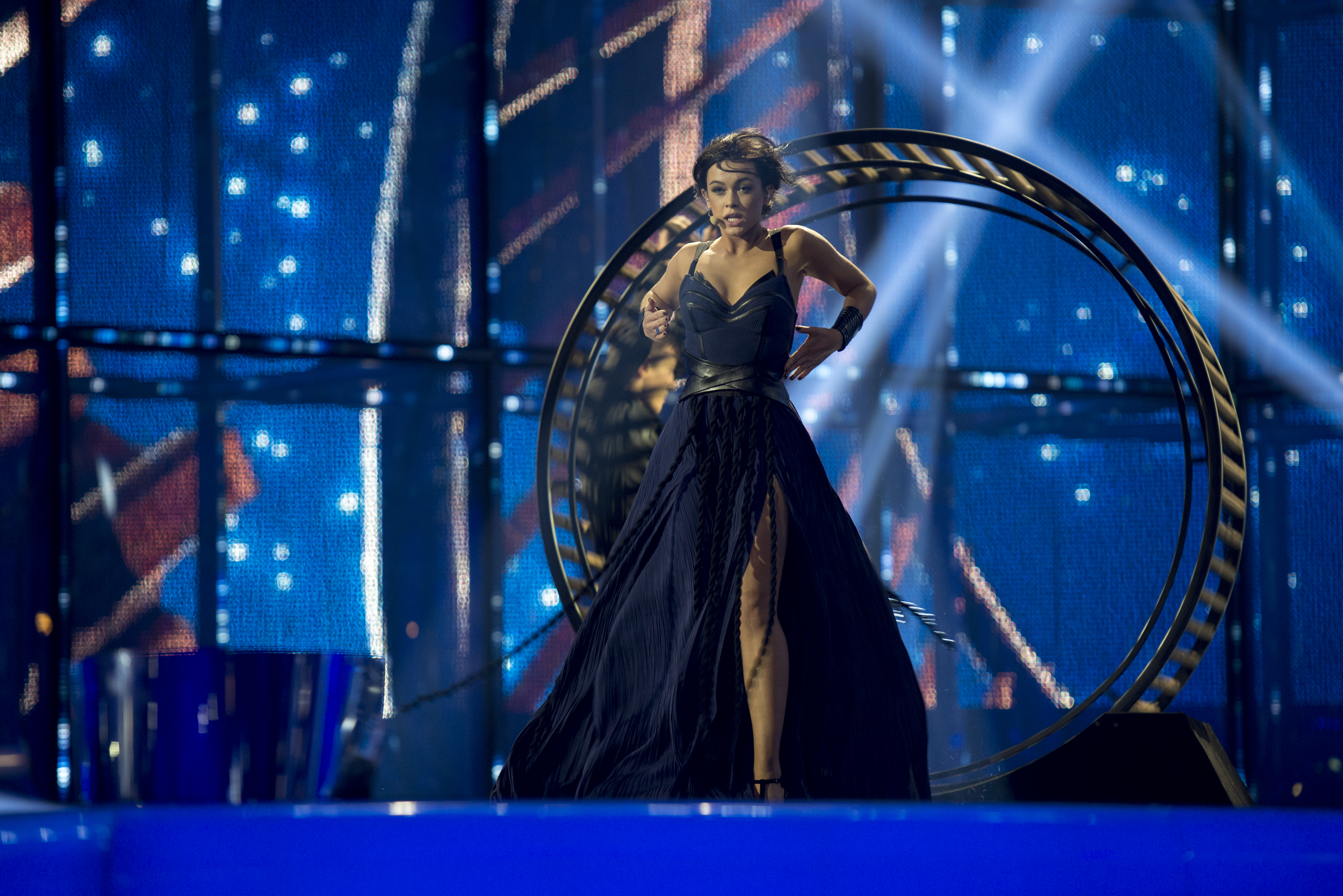
Mariya Yaremchuk em Copenhaga (2014)
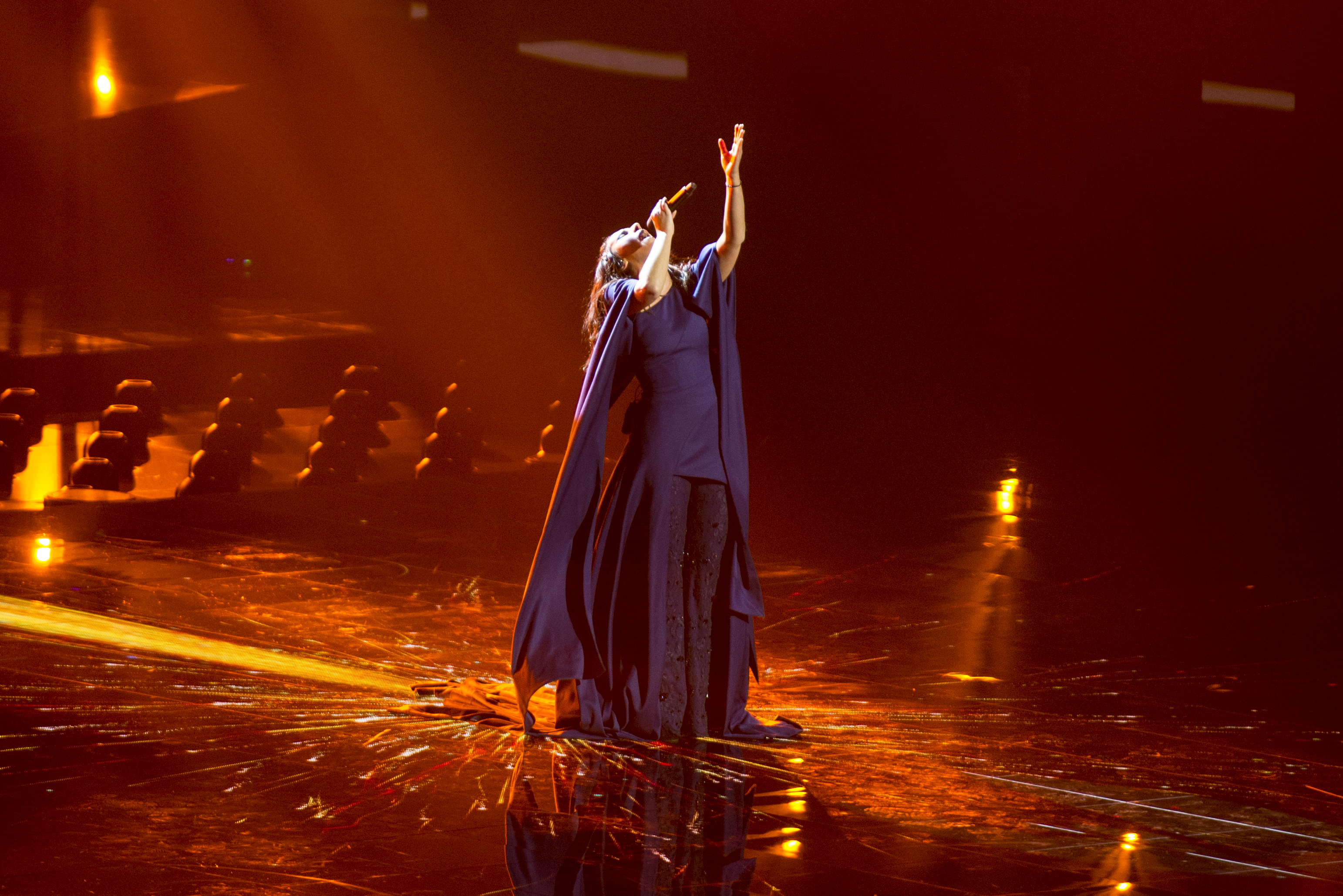
Jamala em Estocolmo (2016)
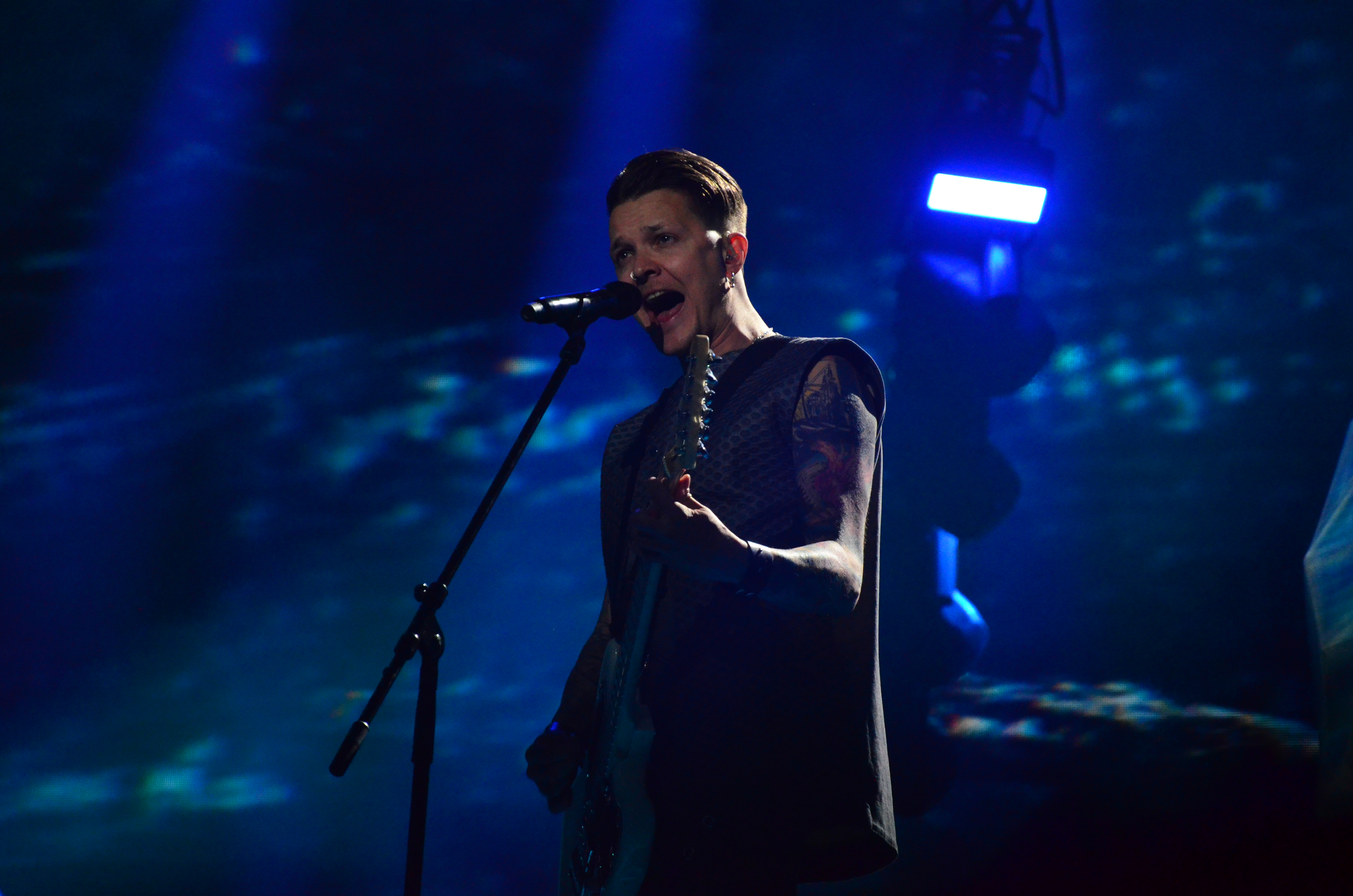
O.Torvald em Kiev (2017)
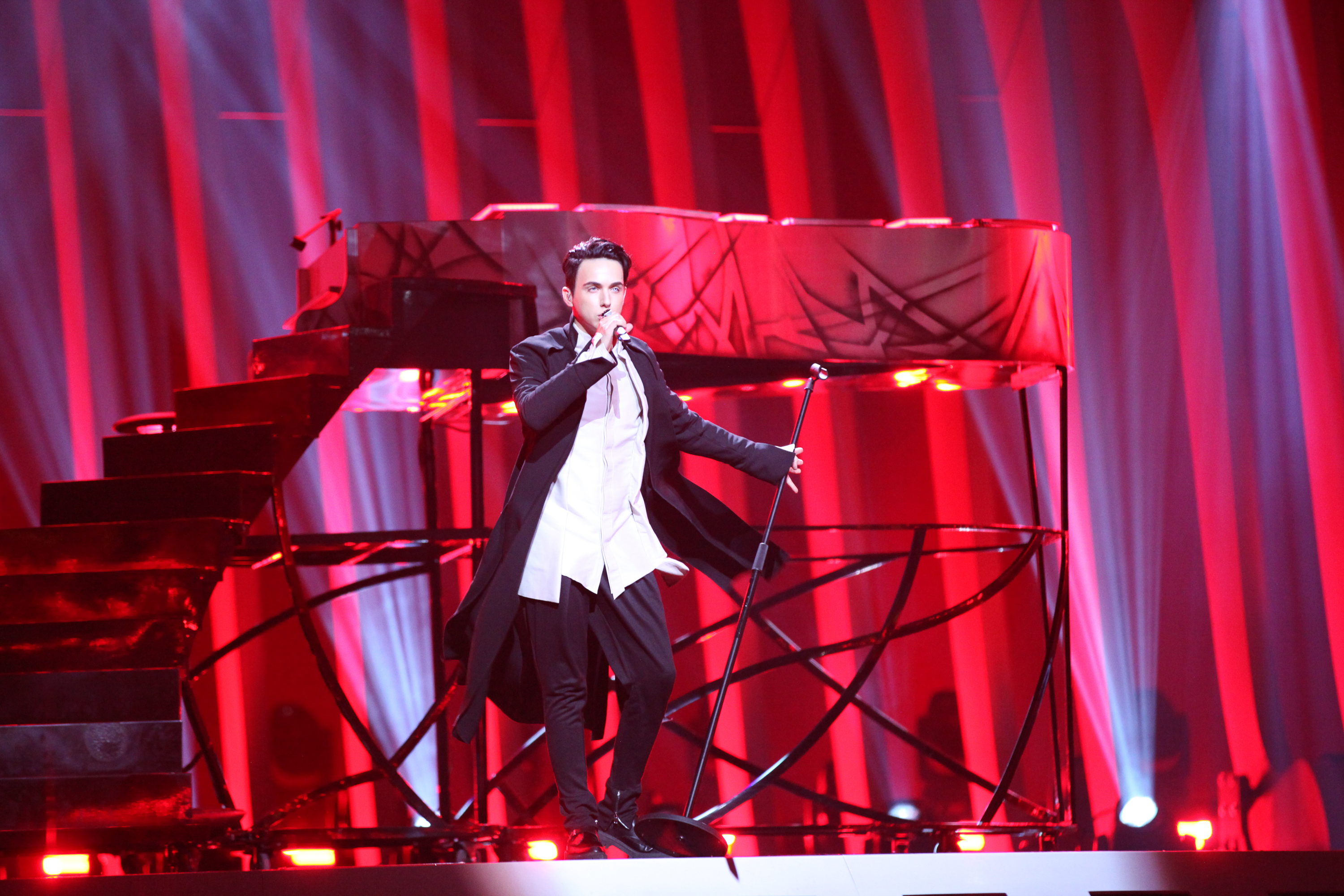
Mélovin em Lisboa (2018)
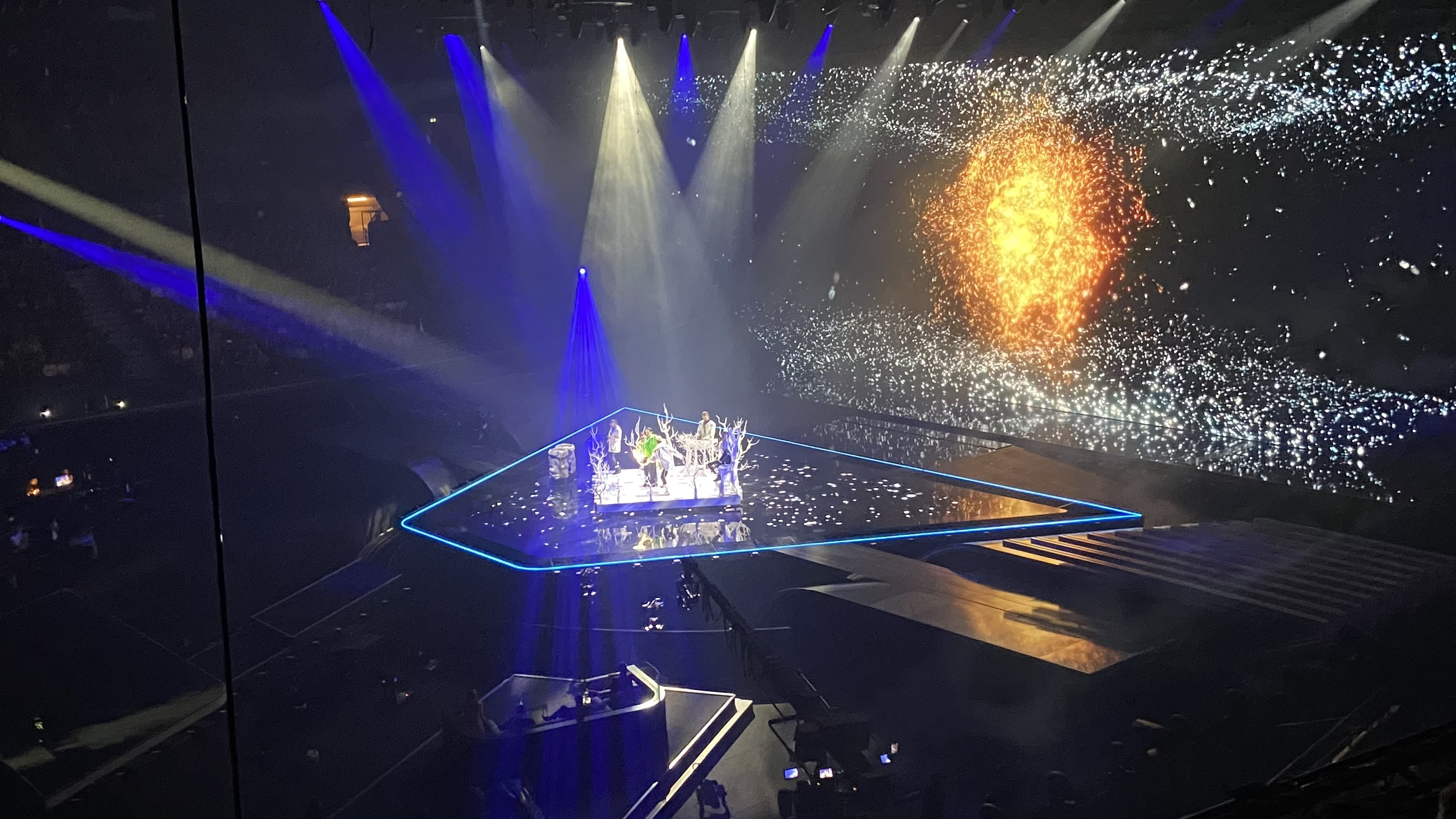
Go A em Roterdão (2021)
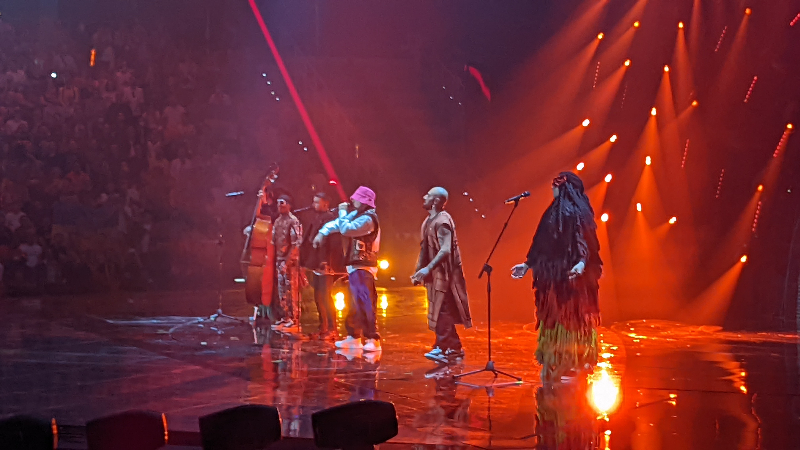
Kalush Orchestra em Turim (2022)
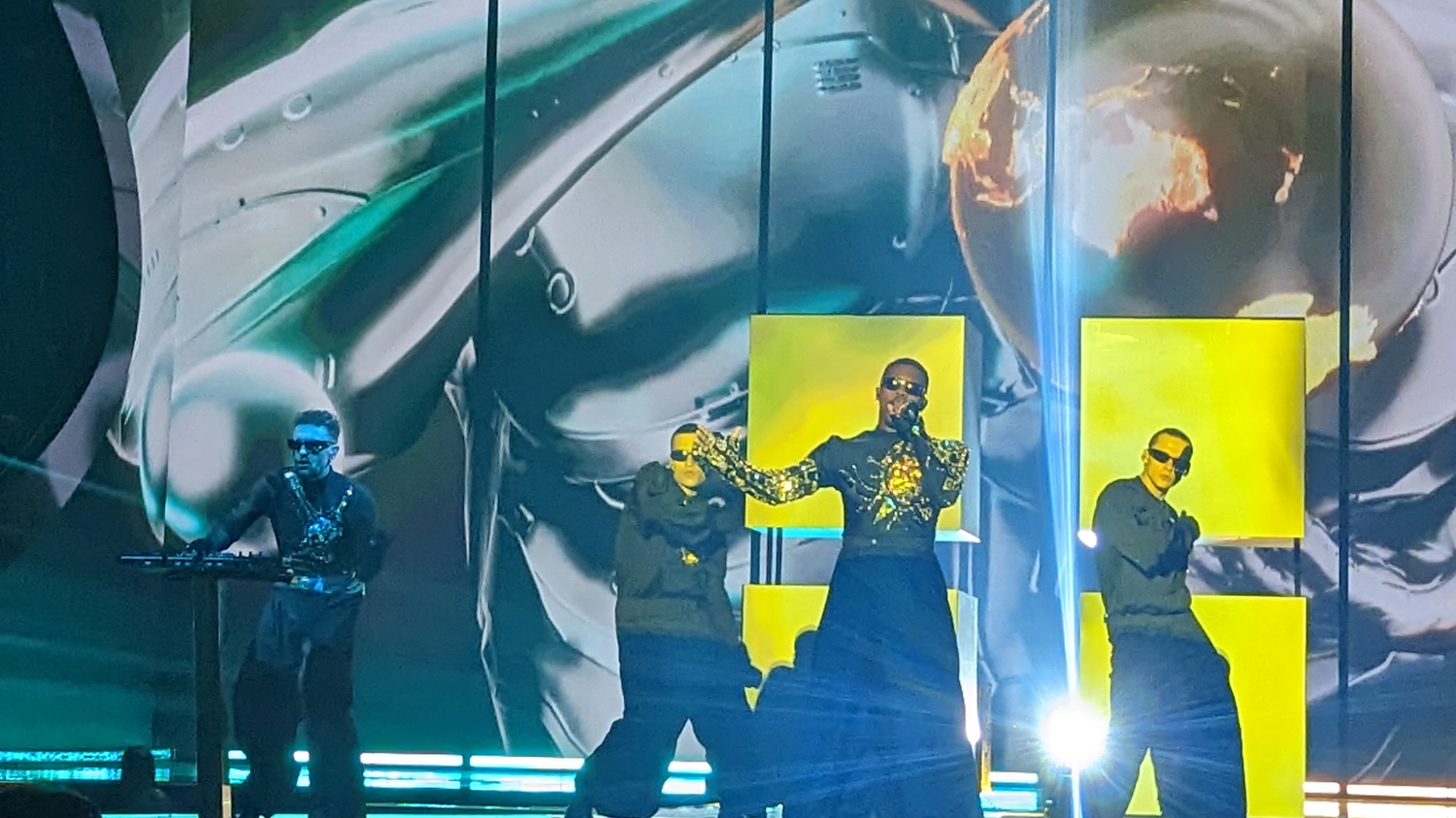
Tvorchi em Liverpool (2023)

## Participações
Legenda
     Vencedor
     2.º lugar
     3.º lugar
     Pontuação Nula ("Null Points")/Último Lugar
     Melhor classificação (fora do top 3)
     Qualificação para a final (fora do top 3)
     País-anfitrião
     Desclassificado
| #   | Ano             | Artista                    | Canção                                                                         | Língua                      | Final                    | Pontos                   | Semi                     | Pontos                   |
| --- | --------------- | -------------------------- | ------------------------------------------------------------------------------ | --------------------------- | ------------------------ | ------------------------ | ------------------------ | ------------------------ |
| 1º  | Riga 2003       | Oleksandr Ponomaryov       | "Hasta la Vista" Até à vista                                                   | Inglês                      | 14º                      | 30                       | Sem Semi-Finais          | Sem Semi-Finais          |
| 2º  | Istambul 2004   | Ruslana                    | "Wild Dances" Danças selvagens                                                 | Inglês & Ucraniano          | 1º                       | 280                      | 2º                       | 256                      |
| 3º  | Kiev 2005       | GreenJolly                 | "Razom nas bahato" (Разом нас багато) Juntos somos muitos!                     | Ucraniano & Inglês          | 19º                      | 30                       | País anfitrião           | País anfitrião           |
| 4º  | Atenas 2006     | Tina Karol                 | "Show Me Your Love" Mostra-me o teu amor                                       | Inglês                      | 7º                       | 145                      | 7º                       | 146                      |
| 5º  | Helsínquia 2007 | Verka Serduchka            | "Dancing Lasha Tumbai" (Dancing Лаша Тумбай) Dançando o lasha tumbai           | Inglês, Surzhyk & Alemão    | 2º                       | 235                      | Top 10 no ano anterior   | Top 10 no ano anterior   |
| 6º  | Belgrado 2008   | Ani Lorak                  | "Shady Lady" Dama Sombría                                                      | Inglês                      | 2º                       | 230                      | 1º                       | 152                      |
| 7º  | Moscovo 2009    | Svetlana Loboda            | "Be My Valentine! (Anti-Crisis Girl)" Sê o Meu Namorado! (Rapariga Anti-Crise) | Inglês                      | 12º                      | 76                       | 6º                       | 80                       |
| 8º  | Oslo 2010       | Alyosha                    | "Sweet People" Queridas pessoas                                                | Inglês                      | 10º                      | 108                      | 7º                       | 77                       |
| 9º  | Düsseldorf 2011 | Mika Newton                | "Angel" Anjo                                                                   | Inglês                      | 4º                       | 159                      | 6º                       | 81                       |
| 10º | Baku 2012       | Gaitana                    | "Be My Guest" Sê o meu Convidado                                               | Inglês                      | 15º                      | 65                       | 8º                       | 64                       |
| 11º | Malmö 2013      | Zlata Ognevich             | "Gravity" Gravidade                                                            | Inglês                      | 3º                       | 214                      | 3º                       | 140                      |
| 12º | Copenhaga 2014  | Mariya Yaremchuk           | "Tick-Tock"                                                                    | Inglês                      | 6º                       | 113                      | 5º                       | 118                      |
|     | Viena 2015      | Não participou             | Não participou                                                                 | Não participou              | Não participou           | Não participou           | Não participou           | Não participou           |
| 13º | Estocolmo 2016  | Jamala                     | "1944"                                                                         | Inglês & Tártaro da Crimeia | 1º                       | 534                      | 2º                       | 287                      |
| 14º | Kiev 2017       | O.Torvald                  | "Time" Tempo                                                                   | Inglês                      | 24º                      | 36                       | País anfitrião           | País anfitrião           |
| 15º | Lisboa 2018     | Mélovin                    | "Under the Ladder" Debaixo da Escada                                           | Inglês                      | 17º                      | 130                      | 6º                       | 179                      |
|     | Tel Aviv 2019   | Maruv                      | "Siren Song" A Canção da Sereia                                                | Inglês                      | Retirou-se               | Retirou-se               | Retirou-se               | Retirou-se               |
|     | Roterdão 2020   | Go_A                       | "Solovey" (Соловей) Rouxinol                                                   | Ucraniano                   | A edição não se realizou | A edição não se realizou | A edição não se realizou | A edição não se realizou |
| 16º | Roterdão 2021   | Go_A                       | "Shum" (Шум) Barulho                                                           | Ucraniano                   | 5º                       | 364                      | 2º                       | 267                      |
| 17º | Turim 2022      | Kalush Orchestra           | "Stefania" (Стефанія)                                                          | Ucraniano                   | 1º                       | 631                      | 1º                       | 337                      |
| 18º | Liverpool 2023  | Tvorchi                    | "Heart of Steel" Coração de aço                                                | Inglês & Ucraniano          | 6º                       | 243                      | Vencedor do ano anterior | Vencedor do ano anterior |
| 19º | Malmö 2024      | Alyona Alyona & Jerry Heil | "Teresa & Maria"                                                               | Ucraniano & Inglês          | 3º                       | 453                      | 2º                       | 173                      |
| 20º | Basileia 2025   | Ziferblat                  | "Bird of Pray" Pássaro de Oração                                               | Inglês & Ucraniano          | 9º                       | 218                      | 1º                       | 137                      |

| Ano             | Artista                    | Canção                                | Final | Final  | Final | Final  | Final | Final  | Semi                     | Semi                     | Semi                     | Semi                     | Semi                     | Semi                     |
| Ano             | Artista                    | Canção                                | Tlv.  | Pontos | Júri  | Pontos | Cl.   | Pontos | Tlv.                     | Pontos                   | Júri                     | Pontos                   | Cl.                      | Pontos                   |
| --------------- | -------------------------- | ------------------------------------- | ----- | ------ | ----- | ------ | ----- | ------ | ------------------------ | ------------------------ | ------------------------ | ------------------------ | ------------------------ | ------------------------ |
| Moscovo 2009    | Svetlana Loboda            | "Be My Valentine! (Anti-Crisis Girl)" | 12º   | 70     | 16º   | 68     | 12º   | 76     | Apenas televoto          | Apenas televoto          | Apenas televoto          | Apenas televoto          | 6º                       | 80                       |
| Oslo 2010       | Alyosha                    | "Sweet People"                        | 13º   | 94     | 6º    | 129    | 10º   | 108    | 7º                       | 77                       | 10º                      | 78                       | 7º                       | 77                       |
| Düsseldorf 2011 | Mika Newton                | "Angel"                               | 4º    | 168    | 7º    | 117    | 4º    | 159    | 5º                       | 91                       | 7º                       | 76                       | 6º                       | 81                       |
| Baku 2012       | Gaitana                    | "Be My Guest"                         | 20º   | 37     | 7º    | 125    | 15º   | 65     | 17º                      | 24                       | 3º                       | 109                      | 8º                       | 64                       |
| Malmö 2013      | Zlata Ognevich             | "Gravity"                             | 2º    | 5.66   | 6º    | 8.74   | 3º    | 214    | 3º                       | 3.94                     | 4º                       | 5.16                     | 3º                       | 140                      |
| Copenhaga 2014  | Mariya Yaremchuk           | "Tick-Tock"                           | 8º    | 112    | 12º   | 78     | 6º    | 113    | 5º                       | 119                      | 6º                       | 88                       | 5º                       | 118                      |
| Estocolmo 2016  | Jamala                     | "1944"                                | 2º    | 323    | 2º    | 211    | 1º    | 534    | 1º                       | 152                      | 3º                       | 135                      | 2º                       | 287                      |
| Kiev 2017       | O.Torvald                  | "Time"                                | 17º   | 24     | 24º   | 12     | 24º   | 36     | País anfitrião           | País anfitrião           | País anfitrião           | País anfitrião           | País anfitrião           | País anfitrião           |
| Lisboa 2018     | Mélovin                    | "Under the Ladder"                    | 7º    | 119    | 26º   | 11     | 17º   | 130    | 4º                       | 114                      | 10º                      | 65                       | 6º                       | 179                      |
| Roterdão 2021   | Go_A                       | "Shum"                                | 2º    | 267    | 9º    | 97     | 5º    | 364    | 1º                       | 164                      | 3º                       | 103                      | 2º                       | 267                      |
| Turim 2022      | Kalush Orchestra           | "Stefania"                            | 1º    | 439    | 4º    | 192    | 1º    | 631    | 1º                       | 202                      | 3º                       | 135                      | 1º                       | 337                      |
| Liverpool 2023  | Tvorchi                    | "Heart of Steel"                      | 4º    | 189    | 15º   | 54     | 6º    | 243    | Vencedor do ano anterior | Vencedor do ano anterior | Vencedor do ano anterior | Vencedor do ano anterior | Vencedor do ano anterior | Vencedor do ano anterior |
| Malmö 2024      | Alyona Alyona & Jerry Heil | "Teresa & Maria"                      | 3º    | 307    | 5º    | 146    | 3º    | 453    | Apenas televoto          | Apenas televoto          | Apenas televoto          | Apenas televoto          | 2º                       | 173                      |
| Basileia 2025   | Ziferblat                  | "Bird of Pray"                        | 6º    | 158    | 15º   | 60     | 9º    | 218    | Apenas televoto          | Apenas televoto          | Apenas televoto          | Apenas televoto          | 1º                       | 137                      |

## Apresentadores

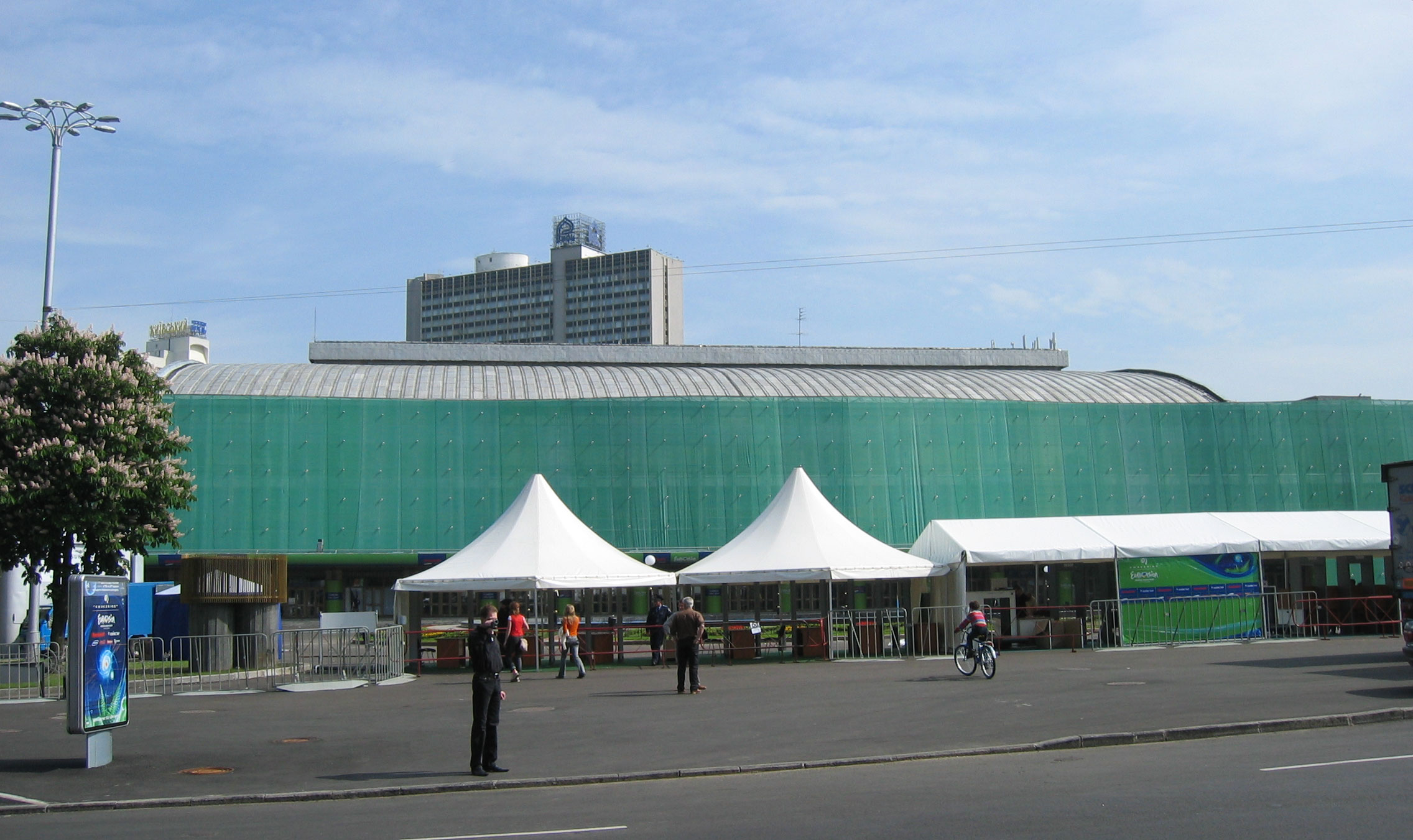
Palácio dos Desportos de Kiev, sede do Festival Eurovisão da Canção 2005
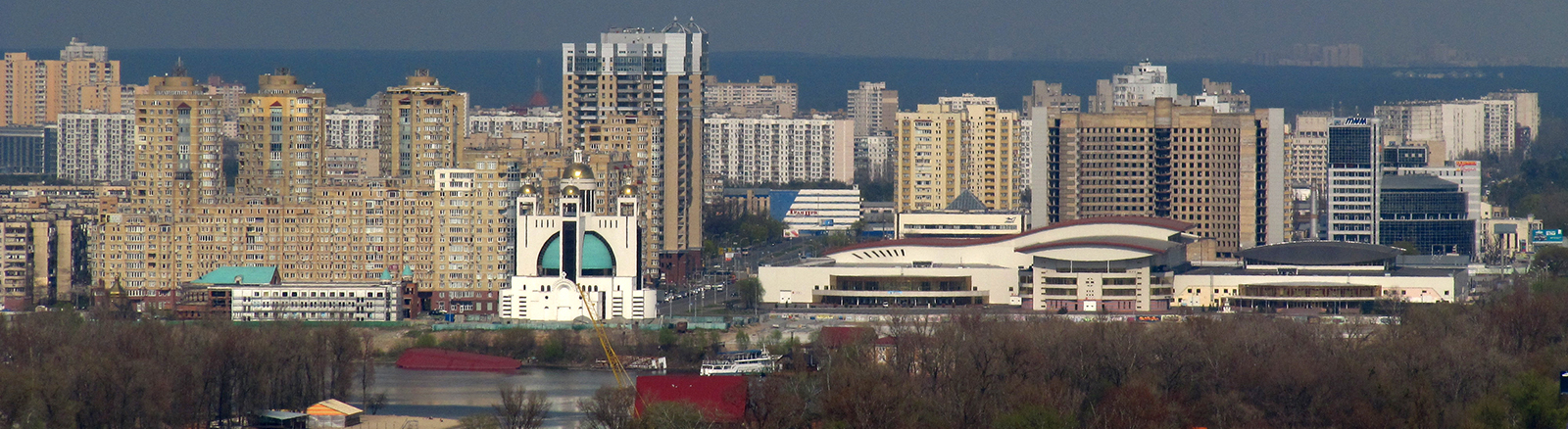
Centro Internacional de Exibições de Kiev, sede do Festival Eurovisão da Canção 2017

| Ano  | Local | Local                                     | Apresentador(es)                                              |
| ---- | ----- | ----------------------------------------- | ------------------------------------------------------------- |
| 2005 | Kiev  | Palácio dos Desportos de Kiev             | Maria Efrosinina e Pavlo Shylko                               |
| 2017 | Kiev  | Centro Internacional de Exibições de Kiev | Volodymyr Ostapchuk, Oleksandr Skichko e Timur Miroshnychenko |

## Comentadores e porta-vozes
| Ano(s) | Comentadores televisivos                                                                  | Comentadores televisivos                                                                  | Comentadores televisivos | Comentador de rádio                                                           | Votação           | Votação          | Votação        | Votação                | Ref.                 |
| Ano(s) | NTU/UA:PBC                                                                                | NTU/UA:PBC                                                                                | STB                      | Comentador de rádio                                                           | Porta-voz         | Idioma utilizado | Cidade         | Pano de fundo          | Ref.                 |
| ------ | ----------------------------------------------------------------------------------------- | ----------------------------------------------------------------------------------------- | ------------------------ | ----------------------------------------------------------------------------- | ----------------- | ---------------- | -------------- | ---------------------- | -------------------- |
| 2002   | Pavlo Shylko                                                                              | Mariya Orlova                                                                             | Sem transmissão          | Sem transmissão                                                               | Não participou    | Não participou   | Não participou | Não participou         | [ 6 ]                |
| 2003   | Pavlo Shylko                                                                              | Dmytro Kryzhanivskyi                                                                      | Sem transmissão          | Sem transmissão                                                               | Lyudmyla Hariv    | Inglês           | Kiev           | Praça da Independência | [ 7 ]                |
| 2004   | Rodion Pryntsevsky                                                                        | Sem segundo comentador                                                                    | Sem transmissão          | Sem transmissão                                                               | Pavlo Shylko      | Inglês           | Kiev           | Praça da Independência |                      |
| 2005   | Yaroslav Chornenkyi                                                                       | Sem segundo comentador                                                                    | Sem transmissão          | Galyna Babiy                                                                  | Mariya Orlova     | Inglês           | Kiev           | Praça da Independência |                      |
| 2006   | Pavlo Shylko                                                                              | Sem segundo comentador                                                                    | Sem transmissão          | Sem transmissão                                                               | Igor Posypaiko    | Inglês           | Kiev           | Praça da Independência |                      |
| 2007   | Timur Miroshnychenko                                                                      | Sem segundo comentador                                                                    | Sem transmissão          | Sem transmissão                                                               | Kateryna Osadcha  | Inglês           | Kiev           | Praça da Independência |                      |
| 2008   | Timur Miroshnychenko                                                                      | Sem segundo comentador                                                                    | Sem transmissão          | Sem transmissão                                                               | Marysya Horobets  | Inglês           | Kiev           | Praça da Independência |                      |
| 2009   | Timur Miroshnychenko                                                                      | Sem segundo comentador                                                                    | Sem transmissão          | Sem transmissão                                                               | Marysya Horobets  | Inglês           | Kiev           | Praça de Sofia         |                      |
| 2010   | Timur Miroshnychenko                                                                      | Sem segundo comentador                                                                    | Sem transmissão          | Sem transmissão                                                               | Iryna Zhuravska   | Inglês           | Kiev           | Praça da Independência |                      |
| 2011   | Timur Miroshnychenko                                                                      | Tetiana Terekhova                                                                         | Sem transmissão          | Olena Zelinchenko                                                             | Ruslana           | Inglês           | Kiev           | Praça da Independência | [ 11 ]               |
| 2012   | Timur Miroshnychenko                                                                      | Tetiana Terekhova                                                                         | Sem transmissão          | Olena Zelinchenko                                                             | Oleksiy Matias    | Inglês           | Kiev           | Praça da Independência |                      |
| 2013   | Timur Miroshnychenko                                                                      | Tetiana Terekhova                                                                         | Sem transmissão          | Olena Zelinchenko                                                             | Oleksiy Matias    | Inglês           | Kiev           | Praça da Independência |                      |
| 2014   | Timur Miroshnychenko                                                                      | Tetiana Terekhova                                                                         | Sem transmissão          | Olena Zelinchenko                                                             | Zlata Ognevich    | Inglês           | Kiev           | Praça de Sofia         |                      |
| 2015   | Timur Miroshnychenko                                                                      | Tetiana Terekhova                                                                         | Sem transmissão          | Sem transmissão                                                               | Não participou    | Não participou   | Não participou | Não participou         |                      |
| 2016   | Timur Miroshnychenko                                                                      | Tetiana Terekhova                                                                         | Sem transmissão          | Olena Zelinchenko                                                             | Verka Serduchka   | Inglês           | Kiev           | Praça de Sofia         |                      |
| 2017   | Andrij Horodysky                                                                          | Tetiana Terekhova                                                                         | Sem transmissão          | Olena Zelinchenko                                                             | Zlata Ognevich    | Inglês           | Kiev           | Praça de Sofia         |                      |
| 2018   | Timur MiroshnychenkoMariya Yaremchuk (1ª semifinal) Alyosha (2ª semifinal) Jamala (final) | Timur MiroshnychenkoMariya Yaremchuk (1ª semifinal) Alyosha (2ª semifinal) Jamala (final) | Serhiy Prytula           | Olena Zelinchenko                                                             | Nata Zhyzhchenko  | Inglês           | Kiev           | Praça de Sofia         |                      |
| 2019   | Timur Miroshnychenko                                                                      | Sem segundo comentador                                                                    | Serhiy Prytula           | Sem transmissão                                                               | Não participou    | Não participou   | Não participou | Não participou         | [ 12 ]               |
| 2021   | Timur Miroshnychenko                                                                      | Sem segundo comentador                                                                    | Serhiy Prytula           | Olena Zelinchenko (UR1) Anna Zakletska, Dmytro Zakharchenko (Radio Promin)    | Tayanna           | Inglês           | Kiev           | Panorâmica da cidade   | [ 13 ] [ 14 ] [ 15 ] |
| 2022   | Timur Miroshnychenko                                                                      | Sem segundo comentador                                                                    | Sem transmissão          | Timur Miroshnychenko (semifinais) Anna Zakletska, Dmytro Zakharchenko (final) | Kateryna Pavlenko | Inglês           | Kiev           | Panorâmica da cidade   | [ 16 ] [ 17 ] [ 18 ] |
| 2023   | Timur Miroshnychenko                                                                      | Sem segundo comentador                                                                    | Sem transmissão          | Oleksandra Franko, Oleksandr Barbelen                                         | Zlata Ognevich    | Inglês           | Kiev           | Panorâmica da cidade   | [ 19 ] [ 20 ] [ 21 ] |

## Votação
Ucrânia deu mais pontos a…
| Rank | País         | Pontos |
| ---- | ------------ | ------ |
| 1    | Rússia       | 141    |
| 2    | Azerbaijão   | 111    |
| 2    | Bielorrússia | 111    |
| 4    | Geórgia      | 102    |
| 5    | Moldávia     | 87     |

Ucrânia recebeu mais pontos de…
| Rank | País         | Pontos |
| ---- | ------------ | ------ |
| 1    | Bielorrússia | 202    |
| 2    | Letónia      | 150    |
| 2    | Lituânia     | 150    |
| 4    | Moldávia     | 148    |
| 5    | Polónia      | 143    |

### Membros do júri

#### Votação para os membros do júri
Desde 2023, que os membros do júri nacional da Ucrânia são escolhidos por votação pública, com candidatos apresentados pela televisão pública NTU e votados através da aplicação Diya, com os cinco mais votadas a serem escolhidos como jurados nacionais.

##### 2023
A votação esteve aberta entre os dias 29 de março e 5 de abril, na aplicação Diya, tendo recebido cerca de 724 mil votos, com os cinco mais votadas a serem convidados para serem os jurados nacionais:
| Candidatos          | Votos   | Ref.   |
| ------------------- | ------- | ------ |
| Roxolana            |         | [ 23 ] |
| Olena Grebenyuk     |         | [ 23 ] |
| Mykhailo Klymenko   |         | [ 23 ] |
| Amador Lopez        |         | [ 23 ] |
| Antonina Matviienko | 14%     | [ 23 ] |
| Oleksandr Sydorenko | 21,81%  | [ 23 ] |
| Oleh Sobchuk        | 11,67%  | [ 23 ] |
| Svitlana Tarabarova | 17,31%  | [ 23 ] |
| Yevhen Khmara       | 10,08%  | [ 23 ] |
| Olena Shoptenko     |         | [ 23 ] |
| Total               | 724 000 | [ 23 ] |

## Prémios Marcel Bezençon
Prémio Imprensa
| Ano  | Artista                                      | Canção          | Resultado na final | Pontos | Anfitriã   |
| ---- | -------------------------------------------- | --------------- | ------------------ | ------ | ---------- |
| 2007 | "Dancing Lasha Tumbai" (Dancing Лаша Тумбай) | Verka Serduchka | 2º                 | 235    | Helsínquia |

Prémio Artistico
Votado por anteriores vencedores
| Ano  | Artista   | Canção        | Resultado na final | Pontos | Anfitriã |
| ---- | --------- | ------------- | ------------------ | ------ | -------- |
| 2004 | Ruslana   | "Wild Dances" | 1º                 | 280    | Istambul |
| 2008 | Ani Lorak | "Shady Lady"  | 2º                 | 230    | Belgrado |

Votado pelos comentadores
| Ano  | Artista | Canção | Resultado na final | Pontos | Anfitriã  |
| ---- | ------- | ------ | ------------------ | ------ | --------- |
| 2016 | Jamala  | "1944" | 1º                 | 534    | Estocolmo |